# Orgue de chœur de Notre-Dame de Paris
Ne doit pas être confondu avec Grand orgue de Notre-Dame de Paris.
L'orgue de chœur de Notre-Dame de Paris est un orgue de trente jeux répartis sur deux claviers et un pédalier. Il comporte deux mille tuyaux et est placé du côté nord du chœur de la cathédrale Notre-Dame de Paris, au-dessus des stalles. L’instrument actuel fut créé en 1969 par Robert Boisseau.
Lors de l'incendie du 15 avril 2019, les flammes l'ont épargné, mais il a pris l'eau dans de telles proportions qu'il faudra sans doute attendre des années avant de pouvoir le réutiliser.

## Histoire

### La musique de chœur
La notion de chant polyphonique, à plusieurs voix différentes et indépendantes évoluant en même temps, ou, par extension, à plusieurs parties, vocales aussi bien qu'instrumentales, est apparue progressivement, à partir des IXe et Xe siècles, dans quelques monastères ou églises disséminés à travers le royaume. L'art de la polyphonie prit appui, dès son origine, sur le chant grégorien (monodie liturgique de l'Église catholique, issue de l'Antiquité tardive). À l'abbaye Saint-Martial de Limoges, cette technique d'amplification de la monodie grégorienne se développa particulièrement au cours des XIe et XIIe siècles. Aux XIIe et XIIIe siècles, ces pratiques, qui avaient fait naître une conception entièrement nouvelle de l'art musical, connurent un épanouissement, plus significatif encore, au sein du chœur de Notre-Dame, grâce à des interprètes/compositeurs nommés Léonin, Pérotin, etc. C'est l'École de Notre-Dame de Paris. Cet art se développa alors suffisamment pour déterminer ensuite tout l'avenir de la musique européenne, religieuse aussi bien que profane.
Jusqu'à la Révolution, à Notre-Dame comme ailleurs, l'assemblée des chanoines, en nombre important, employait un personnel hautement qualifié qui était chargé des parties chantées dans les différents offices, c'est-à-dire, avant tout, du chant grégorien. Un soutien instrumental, pour ce répertoire monodique, n'avait pas lieu d'être et, dans le cas d'une exécution polyphonique, celle d'un motet par exemple, ce qui était essentiel c'est la transmission du texte, mise en forme et amplifiée par le chant, si bien que l'accompagnement n'était pas non plus une nécessité constante, même après l'invention de la basse continue, au XVIIe siècle. Les interventions de l'orgue (qui se développa surtout à partir du XIVe siècle) répondaient en partie au besoin de soulager les choristes (appelés également chantres). La plupart du temps, il dialoguait donc avec eux ou intervenait seul (souvent en développant ce qui était chanté, en improvisant sur le clavier à partir des motifs mélodiques), mais il n'accompagnait pas les chantres.
L'accompagnement instrumental régulier consistait d'abord en un doublage et donc en une amplification du timbre des voix. Il est assez difficile de savoir avec précision ce qui se pratiquait au Moyen Âge, dans ce domaine. On sait que cependant que jusqu'à la Révolution française et au-delà, ce soutien revint à des instruments de basse en usage à partir de la fin du XVIe siècle : serpent (remplacé par l'ophicléide dans le courant du XIXe siècle), mais aussi basson. Avec la basse de viole (remplacée par le violoncelle dans le courant du XVIIIe siècle, puis par la contrebasse dès la fin du siècle puis au XIXe siècle), ils pouvaient aider les choristes à chanter parfaitement juste. On trouve actuellement quelques-uns de ces instruments conservés au Musée Notre-Dame.
Les membres du chapitre étaient nombreux et le budget de la musique occupait une place importante. En 1790 à Notre-Dame de Paris, au moment de la dissolution des chapitres ecclésiastiques par la Révolution, on comptait cinquante et un chanoines, plus un personnel de 180 ecclésiastiques auxquels s’ajoutaient quatorze chantres (c'est-à-dire choristes) professionnels et une maîtrise de douze enfants (à l'époque, uniquement des garçons). Le maître du chœur et des enfants était appelé maître de musique (actuellement, depuis 1830 environ, on dit maître de chapelle). Il dirigeait le chœur et enseignait la musique aux enfants au sein de l'école maîtrisienne, puisqu'il était nécessaire de les former afin qu'ils pussent chanter la voix de "dessus" (c'est-à-dire de soprano) dans le chœur (les femmes n'étant pas admises). Ces maîtres étaient aussi compositeurs. Un des plus célèbres maîtres de Notre-Dame est André Campra, en place de 1694 à 1700. De même que les principaux choristes, ces maîtres pouvaient devenir chanoines (généralement de rang inférieur) et même prêtres, tout en poursuivant leur carrière professionnelle. Leur position de musiciens d'église les y incitait. Ils pouvaient ainsi cumuler différentes fonctions. Quel que fût leur statut, tous avaient voix au chapitre, y compris les enfants.
Mais après la Révolution, par manque d'argent et donc de personnel, un orgue de chœur devint nécessaire.

### L'orgue de chœur

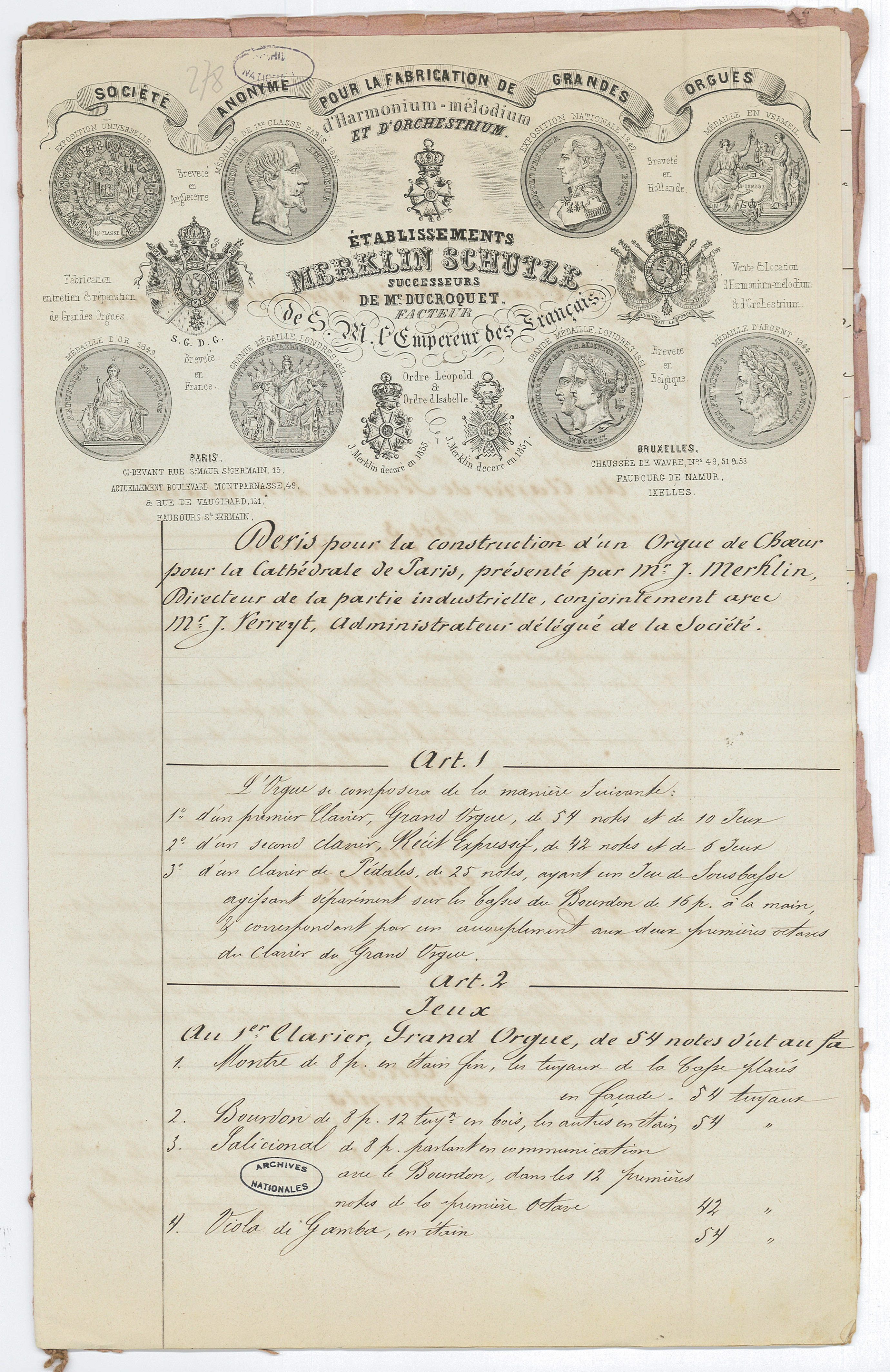
Lettre à en-tête des facteurs d'orgue Merklin-Schütze, 1859.

Un premier instrument, qui ne prit, semble-t-il, jamais place dans le chœur, fut commandé en 1839 pour la maîtrise de la cathédrale. Construit par la maison Daublaine et Callinet, il fut vite jugé insuffisant pour le chœur de Notre-Dame. Il fut vendu à la paroisse de Cordes (Cordes-sur-Ciel, dans le Tarn) en 1842. Il a été classé au titre des Monuments historiques le 11 mai 1977.
Un nouvel instrument, également créé par la maison Daublaine et Callinet, fut installé le 30 avril 1841. Il était placé à gauche de la Pietà de Nicolas Coustou. Pourvu d’un buffet de style néogothique, l’orgue disposait de deux claviers, et d’un pédalier. Il fut entendu pour la première fois le 2 mai 1841 à l’occasion du baptême du comte de Paris. Mais en 1857, les travaux de restauration de la cathédrale impliquant la modification du mobilier de Notre-Dame redessiné par Viollet-le-Duc, allaient faire disparaître cet instrument, lequel fut vendu à l’église Saint-Étienne de Roanne.
En 1863, on installa un orgue de Joseph Merklin dans un buffet gothique dessiné par Viollet-le-Duc. Il fut plusieurs fois modifié et restauré. On l’installa au-dessus des stalles du côté nord du chœur. De restauration en restauration, il fut jugé irrécupérable en 1966, et remplacé en 1969 par l’orgue actuel créé par Robert Boisseau.
Lors de l'incendie d'avril 2019, les flammes ont épargné l'instrument. Les tuyaux n'ont pas fondu mais l'orgue a totalement pris l'eau. Johann Vexo, l'organiste suppléant, jouait dans la cathédrale quand la première alarme a retenti. Il a quitté les lieux avec les touristes et les fidèles. Il estime qu'il faudra attendre des années avant de pouvoir rejouer sur cet instrument après sa remise en état.

### Les titulaires
- Yves Castagnet est titulaire de l’orgue de chœur depuis 1988,
- Johann Vexo est organiste suppléant de l’orgue de chœur depuis 2004.
- Thibault Fajoles est organiste titulaire adjoint du grand-orgue et de l’orgue de chœur depuis 2024[3].

## Description
| I Grand-Orgue C–g3  |        |
| Bourdon             | 16′    |
| Montre              | 08′    |
| Bourdon             | 08′    |
| Prestant            | 04′    |
| Nasard              | 02'2/3 |
| Doublette           | 02′    |
| Tierce              | 01'3/5 |
| Fourniture II       |        |
| Cymbale IV          |        |
| Trompette           | 08′    |
| Clairon             | 04′    |
| Dessus en chamade 0 | 08′    |

| II Positif C–g3 |        |
| Bourdon         | 08′    |
| Viole           | 08′    |
| Prestant        | 04′    |
| Flûte           | 04′    |
| Nazard          | 02'2/3 |
| Doublette       | 02′    |
| Tierce          | 01'3/5 |
| Larigot         | 01'1/3 |
| Cymbale IV 0    |        |
| Cromorne        | 08′    |
|                 |        |
| Tremblant       |        |

| Pédale C–f1 |     |
| Flûte       | 16′ |
| Soubasse    | 16′ |
| Flûte       | 08′ |
| Flûte       | 04′ |
| Flûte       | 02′ |
| Bombarde 0  | 16′ |
| Trompette   | 08′ |
| Clairon     | 04′ |

## Galerie

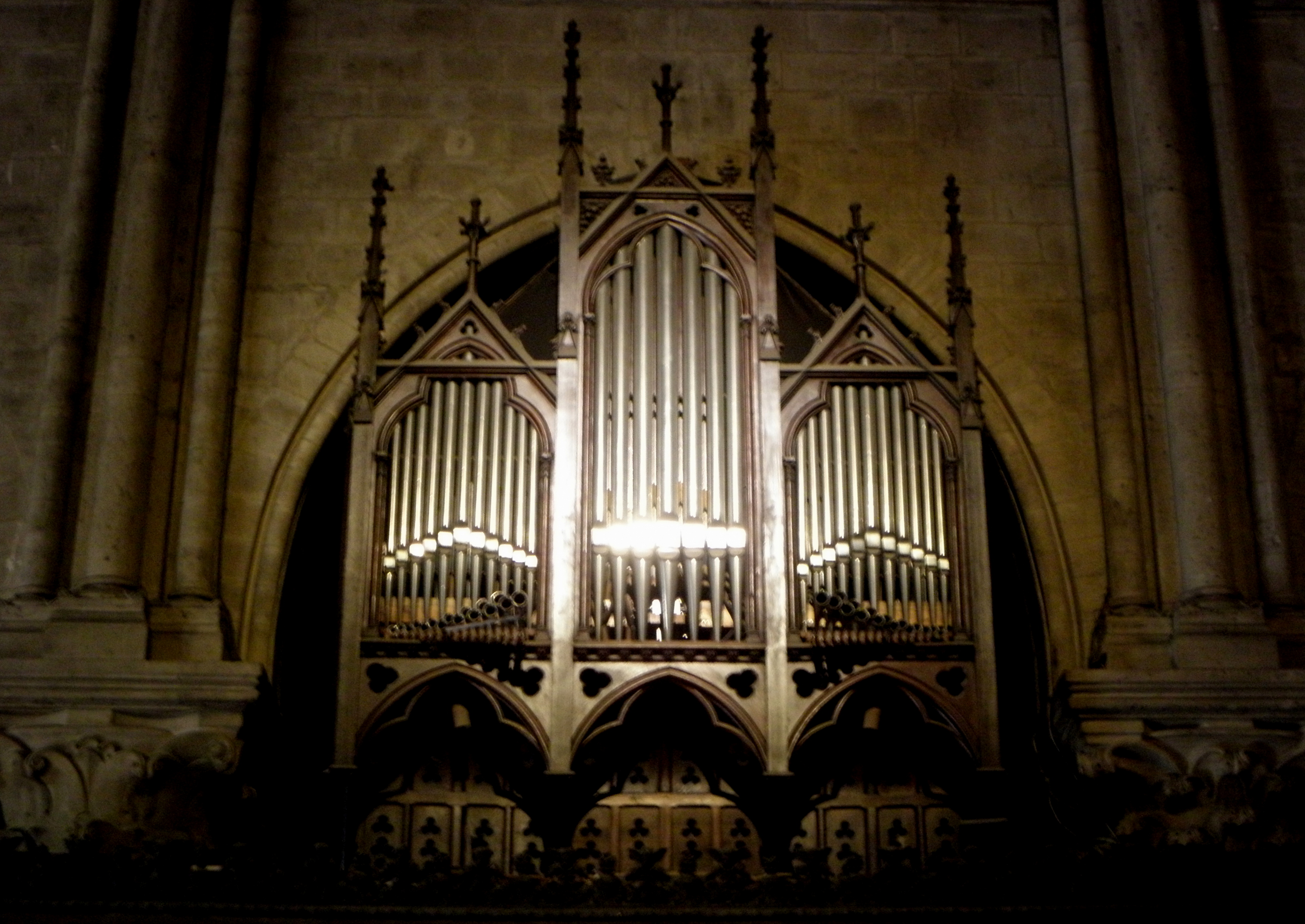
L'orgue de chœur, logé au-dessus des stalles.
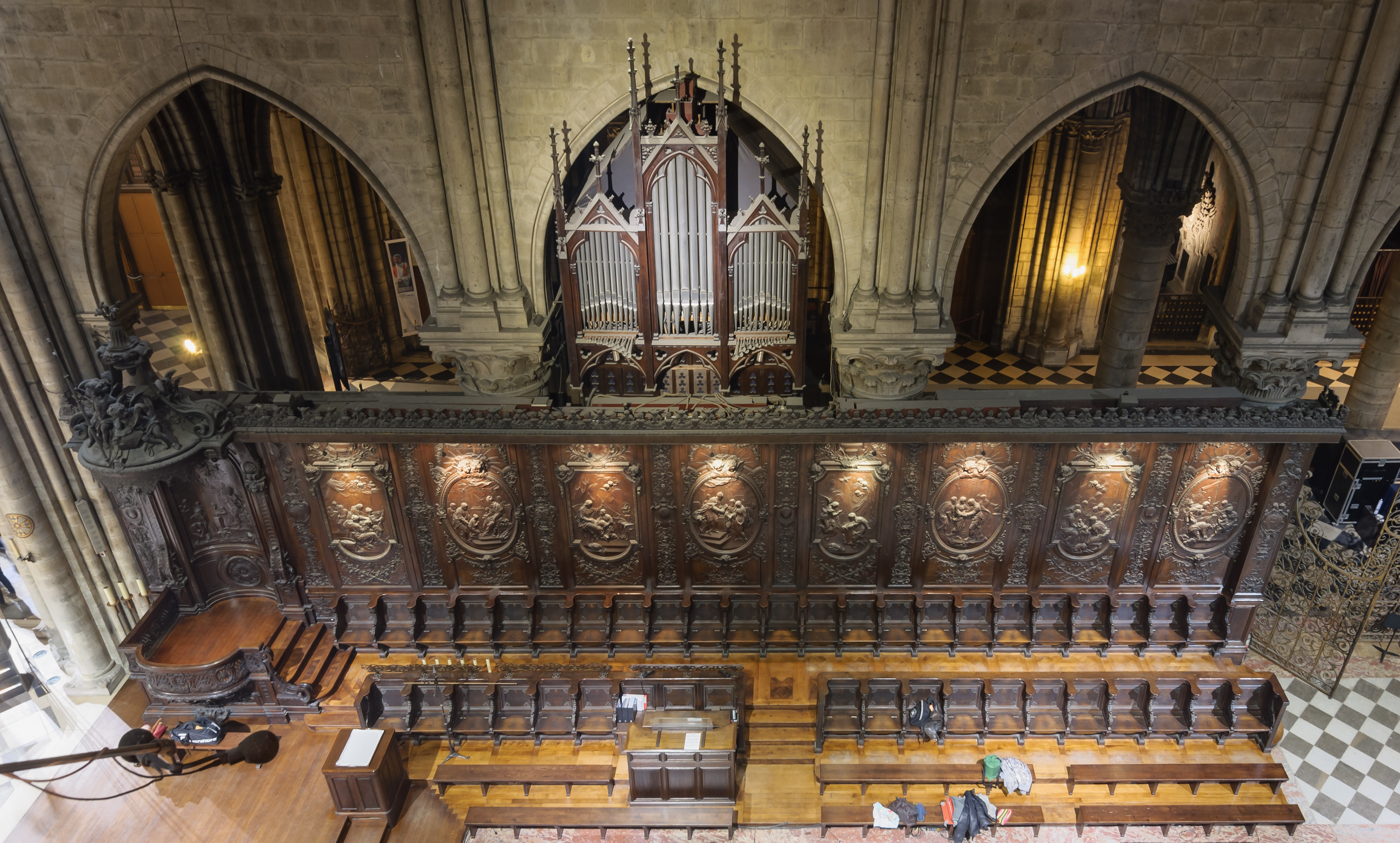
L'orgue de chœur, vu de la tribune.
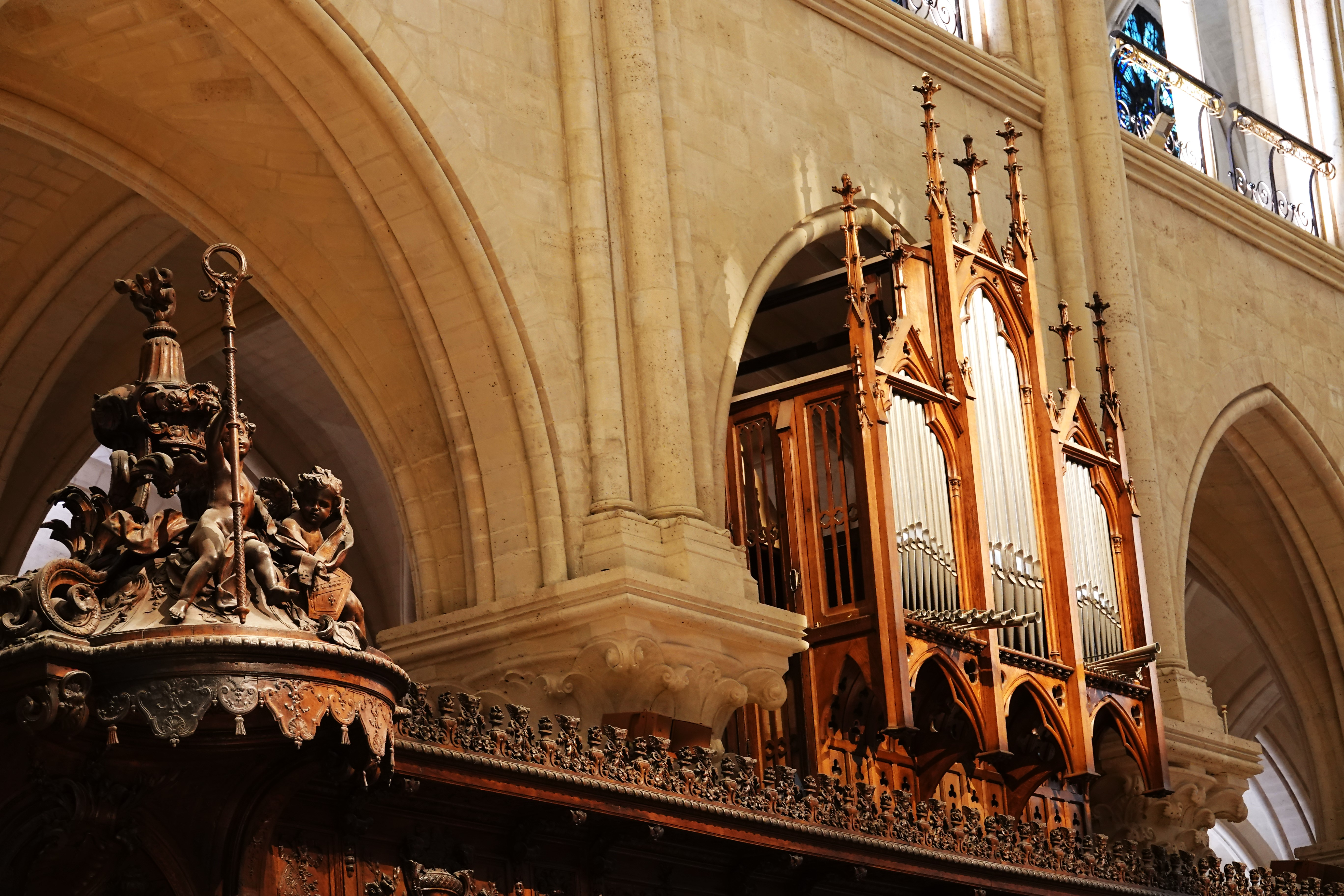
L'orgue de chœur, vu de la nef.
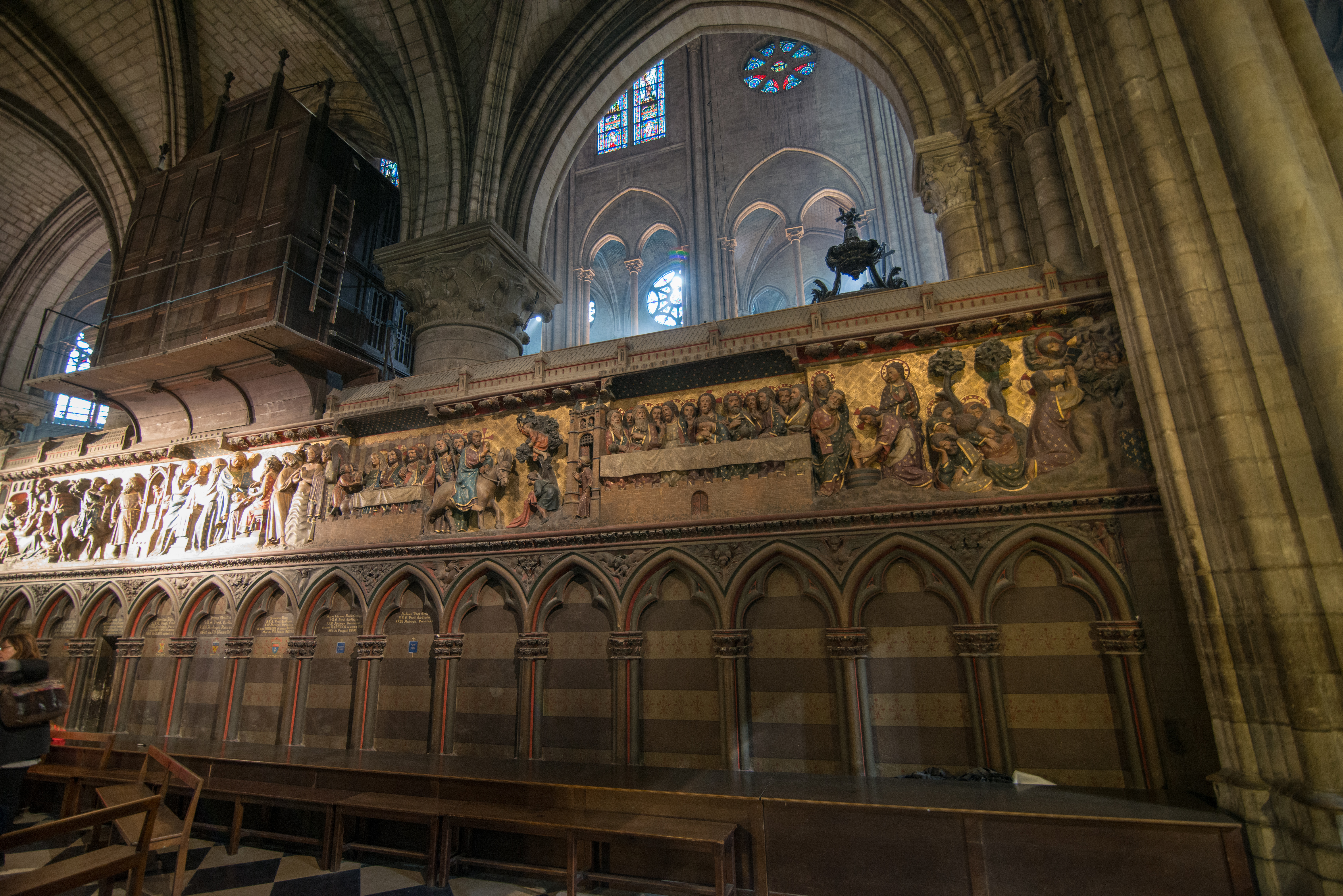
L'orgue de chœur, vu de l'arrière.
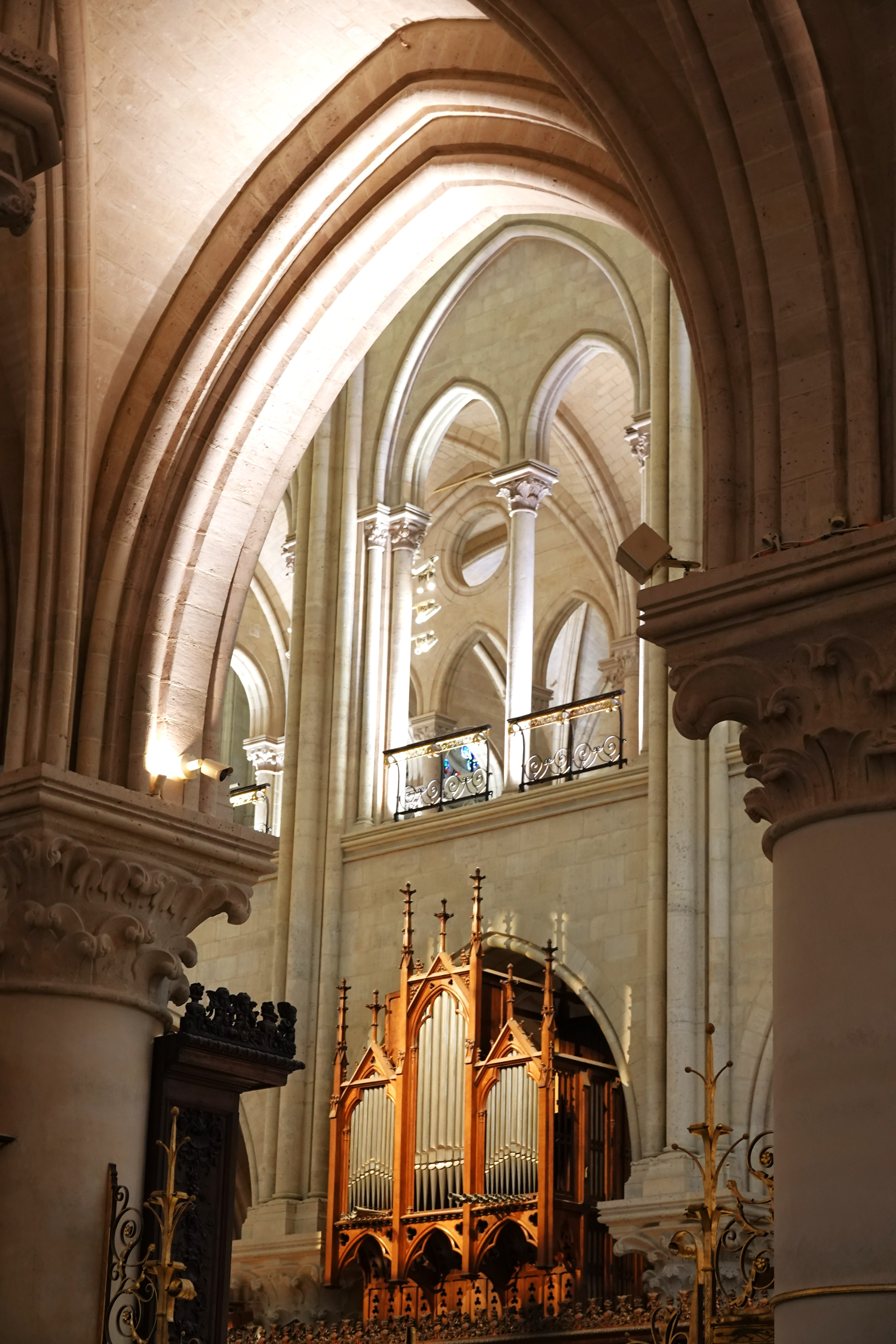
L'orgue de chœur, vu du déambulatoire.
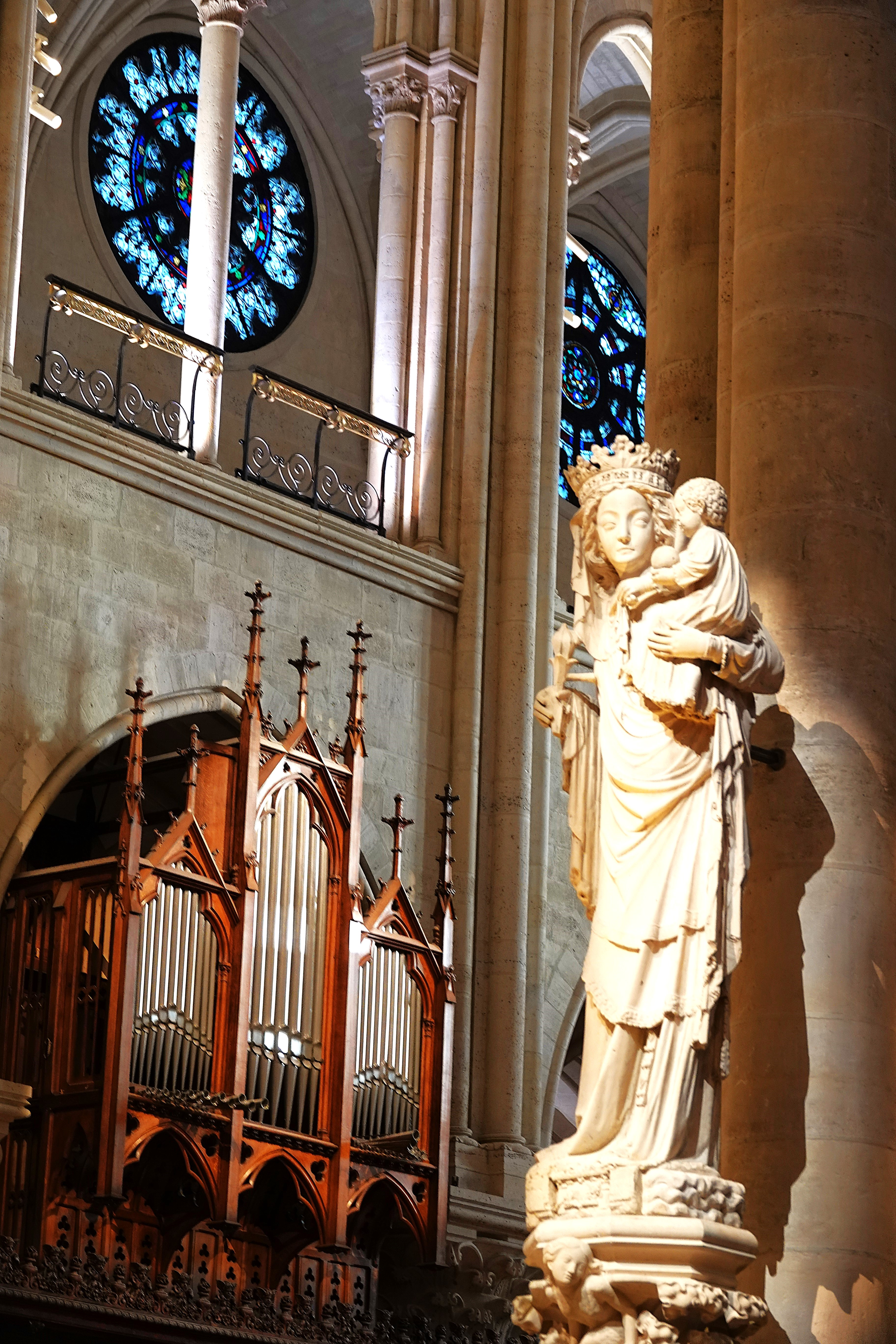
Statue Notre-Dame de Paris et orgue de chœur.